# Gotta Get Away (The Offspring)
Gotta Get Away è un singolo del gruppo musicale punk statunitense Offspring pubblicato il 2 febbraio 1995. Ha raggiunto la sesta posizione nella Alternative Airplay.

## Descrizione
Originariamente la canzone si chiamava Cogs ed era stata scritta quando la band si chiamava ancora Manic Subsidal.
Gotta Get Away riguarda sia l'essere paranoici sia il sentir bisogno di scappare da sé stessi e dal mondo.

## Tracce

### 1ª Versione[1]
1. Gotta Get Away
2. Smash (Live in Australia)

### 2ª Versione[6]
1. Gotta Get Away
2. We Are One
3. Forever And a Day

## Video musicale
Il videoclip mostra un ragazzo entrare all'interno di un'arena, con la band che suona la canzone nei pressi della stessa. Nell'arena però inizia una rissa ed il ragazzo si trova coinvolto. Alla fine ne uscirà ferito e si ritroverà abbandonato all'interno da solo.

## Formazione
- Dexter Holland - voce e chitarra ritmica
- Noodles - chitarra solista e cori
- Greg K - basso e cori
- Ron Welty - batteria

## Classifiche
| Classifica (1995)             | Posizione massima |
| ----------------------------- | ----------------- |
| Austria                       | 36                |
| Belgio (Fiandre)              | 28                |
| Belgio (Vallonia)             | 21                |
| Canada                        | 32                |
| Norvegia                      | 18                |
| Paesi Bassi                   | 33                |
| Regno Unito                   | 43                |
| Regno Unito (rock & metal)    | 1                 |
| Stati Uniti (alternative)     | 6                 |
| Stati Uniti (mainstream rock) | 15                |
| Stati Uniti (radio)           | 58                |
| Svezia                        | 26                |